# Idaho National Guard

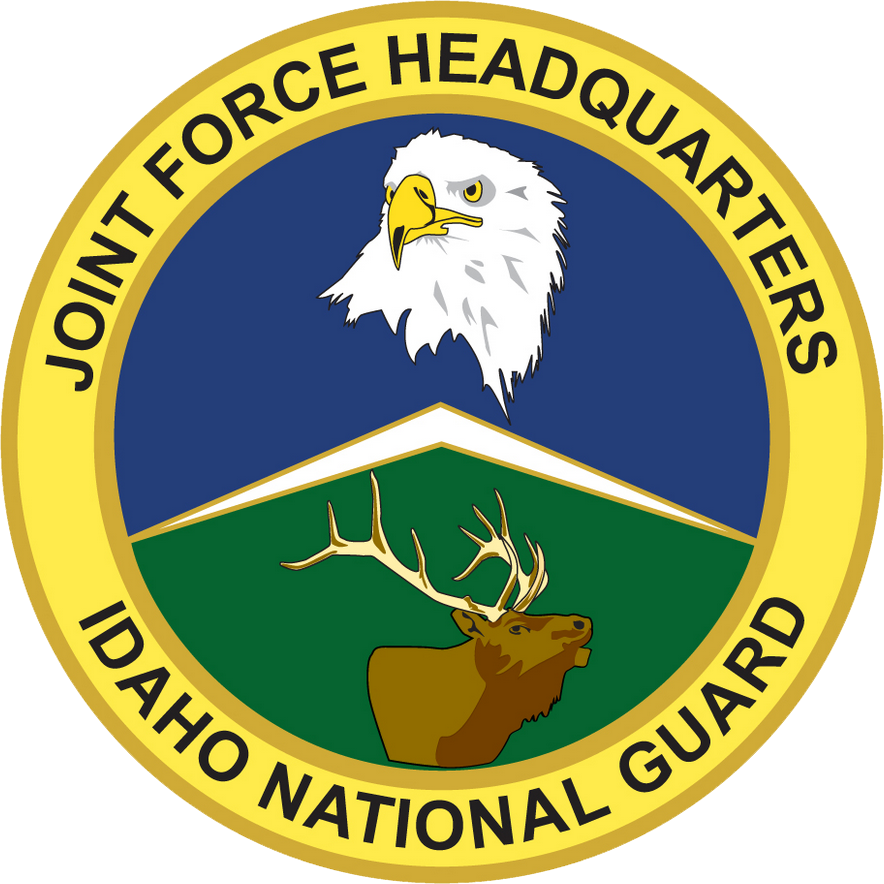
Emblem der Idaho National Guard – JFH

Die Idaho National Guard des US-Bundesstaates Idaho (Idaho Military Division) ist Teil der im Jahr 1903 aufgestellten Nationalgarde der Vereinigten Staaten (akronymisiert USNG) und somit auch Teil der zweiten Ebene der militärischen Reserve der Streitkräfte der Vereinigten Staaten.

## Organisation
Die Mitglieder der Nationalgarde sind freiwillig Dienst leistende Milizsoldaten, die dem Gouverneur von Idaho Brad Little unterstehen. Bei Einsätzen auf Bundesebene ist der Präsident der Vereinigten Staaten Commander-in-Chief. Adjutant General of Idaho  ist seit 2017 Brigadier General Michael J. Garshak.
Die Idaho National Guard besteht aus den beiden Teilstreitkraftgattungen des Heeres und der Luftstreitkräfte, namentlich der Army National Guard und der Air National Guard.
Die Idaho Army National Guard hatte 2017 eine Personalstärke von 3042, die Idaho Air National Guard eine von 1317, was eine Personalstärke von gesamt 4359 ergibt.

## Geschichte
Die Idaho National Guard führt ihre Wurzeln auf Milizverbände des 1863 geschaffenen Idaho-Territoriums zurück. Die Nationalgarden der Bundesstaaten sind seit 1903 bundesgesetzlich und institutionell eng mit der regulären Armee und Luftwaffe verbunden, so dass unter bestimmten Umständen mit Einverständnis des Kongresses die Bundesebene auf sie zurückgreifen kann. Davon zu trennen ist die Staatsgarde, die Idaho State Guard  (aktiv von 1917 bis 1946), die allein dem Bundesstaat verpflichtet ist.

## Einheiten

### Einheiten der Idaho Army National Guard
- Joint Force Headquarters, Boise, Idaho
- 116th Cavalry Brigade Combat Team, Gowen Field, Boise, Idaho
  - 2d Battalion (Combined Arms), 116th Cavalry Regiment
  - 1st Battalion, 148th Field Artillery Regiment
  - 116th Brigade Engineer Battalion
  - 145th Brigade Support Battalion
- 1st Battalion (Attack Helicopter), 183d Aviation Regiment (mit Boeing AH-64 Apache und Sikorsky UH-60 Black Hawk Hubschraubern)
- Detachment 32, Joint Operational Support Airlift Center (mit Beechcraft C-12 Fernaufklärern)
- Detachment 2, Company C, 1st Battalion (General Support), 168th Aviation Regiment
- 204th Regiment (Regional Training Institute RTI)
  - 1st Battalion
  - 2d Battalion
  - Regional Training Site – Maintenance Ordnance Training Battalion (RTS-M)
- 25th Army Band

### Einheiten der Idaho Air National Guard
- 124th Fighter Wing auf der Gowen Field Air National Guard Base in Boise, Idaho
- 266th Range Squadron auf der Mountain Home Air Force Base, Idaho